# Solitudine

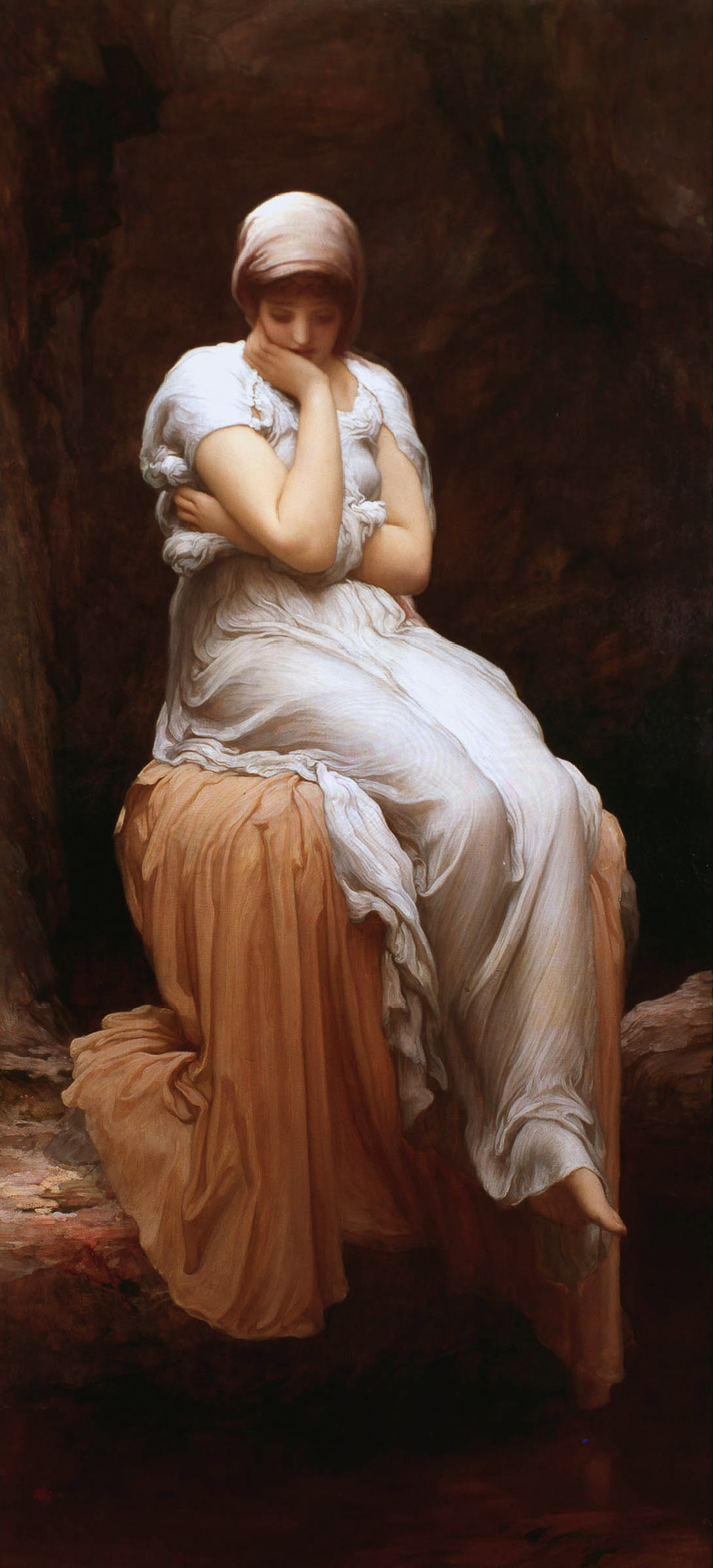
Solitudine di Frederick Leighton

La solitudine è una condizione e un sentimento umano nei quali l'individuo si isola per scelta propria (se di indole solitaria), per vicende personali e accidentali di vita, o perché isolato o ostracizzato dagli altri esseri umani, generando un rapporto (non sempre) privilegiato con se stesso. Animale sociale per definizione, l'uomo anche in condizione di solitudine è coinvolto sempre in un intimo dialogo con gli altri. Quindi, più che alla socialità la solitudine si oppone alla socievolezza. Talvolta è il prodotto della timidezza e/o dell'apatia, talaltra di una scelta consapevole. In lingua inglese il concetto viene espresso con due differenti vocaboli, solitude e loneliness, che si riferiscono rispettivamente al piacere e al dolore provati in condizioni di esclusione.

## Descrizione
(Hermann Hesse, Il lupo della steppa)
Scrive Maria Miceli (Sentirsi soli, 2003):
È universalmente riconosciuta come la principale causa di depressione favorita da un'urbanizzazione mal gestita; non a caso le abitazioni di maggior valore sono allocate dentro o in prossimità ad aree di aggregazione sociale per il riconoscimento offerto alla dignità degli individui.
John T. Cacioppo e William Patrick a pagina 185 (nel cap. In conflitto per natura) cita una frase del Paradiso perduto di John Milton perché sintetizza bene la condizione umana:
A pag. 275 (nel cap. Il potere della connessione sociale) spiegano come nella mente la fede (delle persone isolate) si idealizza spontaneamente con le proprie idee (giuste e/o sbagliate) per il bisogno di antropomorfizzare; il successo delle megachiese americane nei sobborghi urbanizzati è dovuto quindi al bisogno umano di incontro, riunione e appartenenza collettiva.
Il saggio conclude che l'uomo come essere sociale non può fare a meno degli altri per tempi molto lunghi, ma segue un cammino di benessere psicofisico tendenzialmente condizionato da comportamenti etici collaborativi.
Per il teologo luterano Dietrich Bonhoeffer, solo chi è capace di solitudine è capace di comunione. La "solitudine positiva", intesa come esperienza di silenzio interiore intenzionale, è infatti associata a miglioramenti nello stato di benessere, autoconsapevolezza, crescita personale, interocezione, creatività, immaginazione e positive relazioni interpersonali.

## Salute fisica
La solitudine cronica può essere una condizione grave per la salute globale, compresa la salute fisica, e molto pericolosa per la vita. Il suo impatto è stato paragonato al fumo di 15 sigarette al giorno e considerato più pericoloso addirittura dell'obesità e della mancanza di attività fisica. È stato scoperto che essa è fortemente associata ad un aumentato rischio di malattie cardiovascolari, anche se i legami causali diretti devono ancora essere identificati in modo certo. Le persone che sperimentano la solitudine tendono ad avere un'aumentata incidenza di ipertensione, colesterolo alto e obesità.
Si è dimostrato che la solitudine aumenta la concentrazione di livelli di cortisolo nel corpo e indebolisce gli effetti della dopamina, l'ormone che fa provare piacere alle persone. Livelli di cortisolo prolungati e alti possono causare ansia, depressione, problemi digestivi, malattie cardiache, problemi di sonno e aumento di peso.
Sulla base dello studio ELSA, si è scoperto che la solitudine ha aumentato il rischio di demenza di un terzo. Non avere un partner (essere single, divorziato o vedovo) ha raddoppiato il rischio di demenza. Tuttavia, avere due o tre relazioni più strette ha ridotto il rischio di tre quinti. Inoltre uno studio ha rilevato che gli individui che hanno riferito di sentirsi soli avevano un rischio più elevato di sviluppare la malattia di Parkinson.
Una revisione sistematica del 2010 e una meta-analisi hanno trovato un'associazione significativa tra solitudine e aumento della mortalità. Le persone con buone relazioni sociali risultano avere una probabilità di sopravvivenza del 50% in più rispetto alle persone sole. In altre parole, la solitudine cronica sembra essere un fattore di rischio per la morte paragonabile al fumo, e maggiore dell'obesità o della mancanza di esercizio fisico.

## Salute mentale
La solitudine è stata collegata alla depressione, ed è quindi un fattore di rischio per il suicidio. Lo studio longitudinale inglese sull'invecchiamento (ELSA) basato su oltre 4.000 adulti di età superiore ai 50 anni ha esaminato la loro solitudine. Quasi uno su cinque di coloro che hanno riferito di essere soli aveva sviluppato segni di depressione entro un anno. Negli adulti inoltre la solitudine è una grave condizione aggravante per depressione e alcolismo.

## L’aumento delle famiglie unipersonali nei paesi avanzati

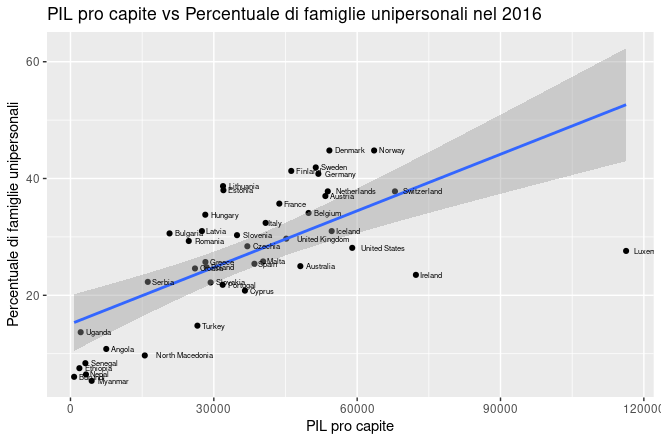
Fonte:[https://ourworldindata.org/grapher/one-person-households-vs-gdp-per-capita OurWorldInData

Come si vede dal grafico, nei paesi con alto PIL pro capite, come quelli dell’Europa occidentale, gli Stati Uniti e il Giappone, il numero di persone che vivono da sole è alta e risulta notevolmente aumentata negli ultimi decenni. Infatti le persone tendono a sposarsi più tardi o a non sposarsi affatto. Molte persone anziane vivono da sole dopo la perdita del coniuge o a causa di scelte personali.Inoltre le persone tendono ad avere maggiore autonomia economica e questo consente a molti di vivere da soli, senza dover dipendere da un nucleo familiare per sostenersi finanziariamente. Ad esempio, in paesi come la Svezia o la Norvegia, con un PIL pro capite tra i più alti al mondo, la percentuale di famiglie unipersonali è tra le più alte a livello globale.

Invece nei paesi con basso PIL pro capite, la percentuale di famiglie unipersonali è generalmente più bassa. Qui, la struttura sociale ed economica tende a favorire le famiglie numerose, spesso necessarie per affrontare le difficoltà economiche. In molti casi, le persone vivono in famiglie allargate per suddividere i costi della vita, e l’indipendenza economica necessaria per vivere da soli è un obiettivo difficile da raggiungere.

Misurando l'Indice di correlazione di Pearson tra PIL pro capite e percentuale di famiglie unipersonali si ottiene pertanto un valore alto pari al 73,51%, per cui al crescere di una variabile, cresce anche l'altra, anche se ciò non implica causalità.